# Alexandre Melville Bell
Alexander Melville Bell (1 de março de 1819 – 7 de agosto de 1905) foi professor e pesquisador de fonética fisiológica e autor de numerosos trabalhos sobre ortoépia e elocução.
Além disso, ele também foi o criador da Fala Visível, usada para ajudar os surdos a aprender a falar, e foi o pai de Alexander Graham Bell.

## Biografia
Alexander Melville Bell nasceu em Edimburgo, Escócia, e estudou e se tornou o principal assistente de seu pai, Alexander Bell (3 de março de 1790, Fife, Escócia - 23 de abril de 1865, St. Pancras, North London), uma autoridade em fonética e distúrbios da fala. De 1843 a 1865 lecionou sobre elocução da fala na Universidade de Edimburgo, e de 1865 a 1870 na Universidade de Londres. Melville casou-se com Eliza Grace Symonds (1809, Alverstock, Hampshire - Georgetown, Washington, DC, 1897), a única filha de um cirurgião naval britânico.
Em 1868, e novamente em 1870 e 1871, Melville lecionou no Lowell Institute em Boston, Massachusetts, após ter se mudado para o Canadá. Em 1870 tornou-se professor de filologia no Queen's College, Kingston, Ontário; e em 1881 mudou-se para Washington, DC por sugestão de seu filho Graham, onde se dedicou à educação de surdos pelo uso da Fala Visível em que os caracteres alfabéticos de sua invenção linguística eram diagramas gráficos representativos para as diversas posições e movimentos dos lábios, língua, boca, etc., bem como outros métodos de ortoépia.
Antes de partir da Escócia para o Canadá, Melville Bell publicou pelo menos 17 trabalhos sobre fala adequada, fisiologia vocal, estenografia e outros trabalhos. Além de lecionar no Queen's College, ele também lecionou em Boston, Montreal, Toronto, Londres e outras universidades, incluindo uma série de 12 palestras no Lowell Institute de Boston. Quando o duque e a duquesa da Cornualha (mais tarde rei George V e rainha Mary) visitaram Brantford para uma visita, Melville foi convidado a cumprimentar os dignitários no evento público. Tornou-se membro do Instituto Educacional da Escócia, da Royal Scottish Society of Arts e da Associação Americana para o Avanço da Ciência, além de obter adesão em outras sociedades.
Alexander Melville Bell foi casado duas vezes, primeiro com Eliza Grace Symonds em 1844, com quem teve três filhos, e depois com Harriet G. Shibley.

## Discurso visível

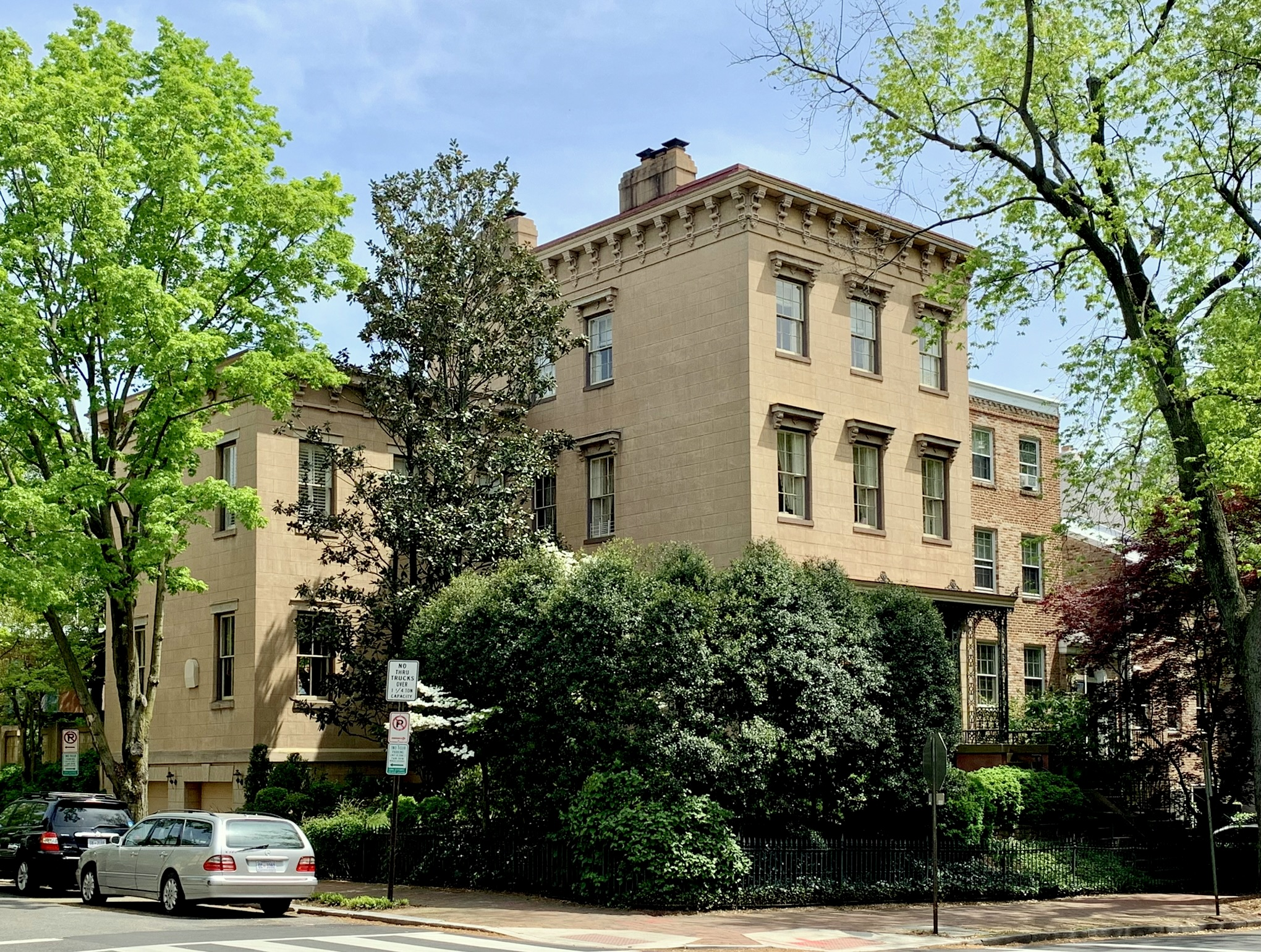
Bell morou nesta casa em Washington, D.C., de 1881 até sua morte em 1905.

Em 1864, Melville publicou seus primeiros trabalhos sobre Fala Visível, para ajudar os surdos a aprender e melhorar sua fala auditiva (já que os surdos profundos não conseguiam ouvir suas próprias pronúncias auditivas). Para promover a língua, Bell criou duas formas escritas curtas usando seu sistema de 29 modificadores e tons, 52 consoantes, 36 vogais e uma dúzia de ditongos: World English, que era semelhante ao Alfabeto Fonético Internacional, e também Line Writing, usado como uma forma abreviada para estenógrafos.
Os trabalhos de Melville sobre a Fala Visível tornaram-se altamente notáveis e foram descritos por Édouard Séguin como sendo "...uma invenção maior do que o telefone de seu filho, Alexander Graham Bell". Melville viu inúmeras aplicações para sua invenção, incluindo seu uso mundial como linguagem universal. No entanto, embora fortemente promovida no Segundo Congresso Internacional sobre Educação de Surdos em Milão, Itália, em 1880, após um período de cerca de uma dúzia de anos em que foi aplicada à educação de surdos, a Fala Visível foi considerada mais complicado e, portanto, um obstáculo para o ensino da fala aos surdos em comparação com outros métodos, e eventualmente desapareceu de uso.

## Outras contribuições para a educação de surdos
Em 1887, seu filho, Alexander Graham Bell, vendeu os ativos intelectuais de propriedade da Volta Laboratory Association. Graham utilizou os lucros da venda de suas ações para fundar o Volta Bureau como um instrumento “para o aumento e difusão do conhecimento relacionado aos surdos”. O trabalho de pesquisa científica e estatística de Graham sobre a surdez tornou-se tão grande que, em poucos anos, sua documentação ocupou uma sala inteira do Laboratório Volta. Devido ao espaço limitado disponível, e com a ajuda de Melville, que contribuiu com US$ 15.000 (~US$ 490,000 em dólares de hoje),

## Morte e homenagens

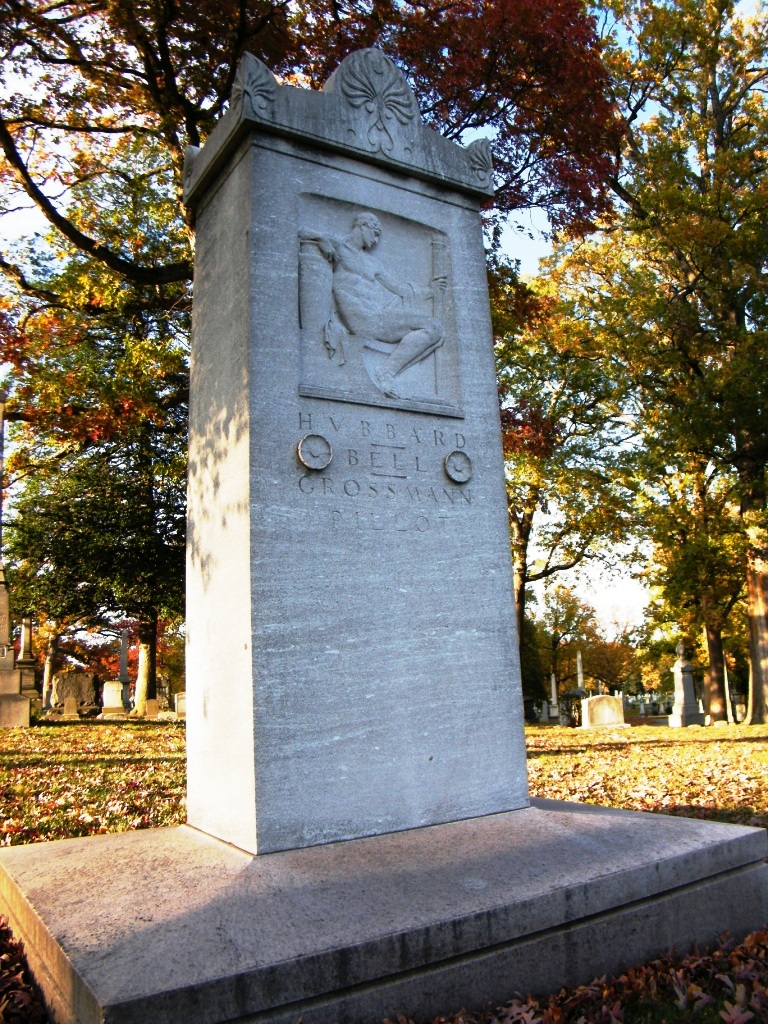
Memorial Hubbard Bell Grossman Pillot

Melville Bell morreu aos 86 anos em 1905 devido a pneumonia após uma operação para diabetes, e foi enterrado no cemitério Rock Creek de Washington, DC, ao lado de sua esposa e outros membros do Famílias Bell e Grosvenor.
A Bell House em Colonial Beach, Virgínia, foi listada no Registro Nacional de Locais Históricos em 1987.
A voz de Bell, citando uma frase de Hamlet, pode ser ouvida no Smithsonian Institution, extraída de uma gravação grafofone de 1881.

## Publicações
A seguir estão algumas das mais proeminentes das 93 publicações de autoria ou coautoria de Melville Bell:
- Esteno-fonografia (1852)
- Letras e Sons (1858)
- The Standard Elocutionist (1860 e quase 200 outras edições), incluindo uma edição visível de 1878 (abaixo) publicada por William Mullan & Son, devidamente citada como:
  - David Charles Bell, Alexander Melville Bell. Elocucionista Padrão de Bell: Princípios e Exercícios, W. Mullan, Londres, 1878.
- Princípios da Fala e Dicionário de Sons (1863)
- Discurso Visível: A Ciência da Alfabética Universal (1867)
- Sons e suas relações (1881)
- Palestras sobre Fonética (1885)
- Um Manual Popular de Fala Visível e Fisiologia Vocal (1889)
- Inglês Mundial: a Língua Universal (1888)
- A Ciência da Fala (1897)
- Os Fundamentos da Elocução (1899)

## Ligações externos
- Curry, Samuel Silas. Alexander Melville Bell: algumas memórias, com fragmentos do caderno de um aluno, Escola de Expressão, 1906.
- Patten, William; Bell, Alexander Melville. Pioneiro do telefone no Canadá, Montreal: William Patten, 1926.